# بئوسیخم
بئوسیخم (به هلندی: Beusichem) یک منطقهٔ مسکونی در هلند است که در بورن واقع شده‌است. بئوسیخم ۲٫۵۸۰ نفر جمعیت دارد.